# 薛耕莘
薛耕莘（1904年—2008年9月7日），旧作畊莘(“畊”为“耕”的同义异体字)，字仰衡，法文名为(Joseph Shieh)约瑟夫·薛，曾任上海法租界特级督察长，负责租界断案与警务。

## 生平
生于大清江苏上海县浦东陆家嘴，祖籍宁波府鄞县，父亲薛仲江纺织业实业家原英商鸿源纱厂主管，母亲是英国白人Mary Sangster(中文名孙美莉)生于上流社会。自小在比利时长大接受教育，与比利时前首相廷德斯曼曾是同学，因此精通法语，又会英文与中文。1908年父亲逝世。1917年因母亲在上海病危而匆匆回上海，入徐汇公学(今徐汇中学)念书，同年母亲病逝上海。毕业于上海震旦大学法律系。1930年，考入上海法租界公董局，任政治处社会股翻译，与程子卿、朱良弼结为异姓兄弟。同年结识已在法租界任职的黄金荣，协助黄办案。1938年任法租界巡捕房侦探长。1939年出任法租界一级警长，同年底升任特级督察长，是当时法租界职位最高的华人。抗战时任上海警察局政治处处长兼第三区警察局局长、上海行动总指挥部特警组组长。1946年5月因“通共”案，由蒋介石手谕被捕，1948年无罪释放。1949年4月，出任上海民盟淮海路支部委员。
1949年赴香港，立即获得法国特批护照并获港英居留权。1950年，婉拒英属香港政府委任邀请而转道回到上海。1951年，因镇反运动于当年4月29日入狱，判处无期徒刑，关押在上海提篮桥监狱。1975年出狱，坐牢整整24年。1979年，上海市高级人民法院改判薛耕莘“原判不当，应予撤销”，获得彻底平反。出狱后发现妻子已先他而去，晚年由妻妹照料。1981年任上海市文史馆馆员并享受局级干部待遇。2008年9月7日以104岁高龄辞世。

## 荣誉
- 1945年，获南京国民政府金质勋章，表奖他为抗战所作贡献[8]

## 遗迹
- 原上海岳陽路薛公馆[8]

## 著作
- 《口述历史：薛耕莘的法租界巡捕房岁月》[7]
- 《中国政治演变及其立宪简史》法文原稿2012年入藏上海市档案馆[9]